# Kalverstraat

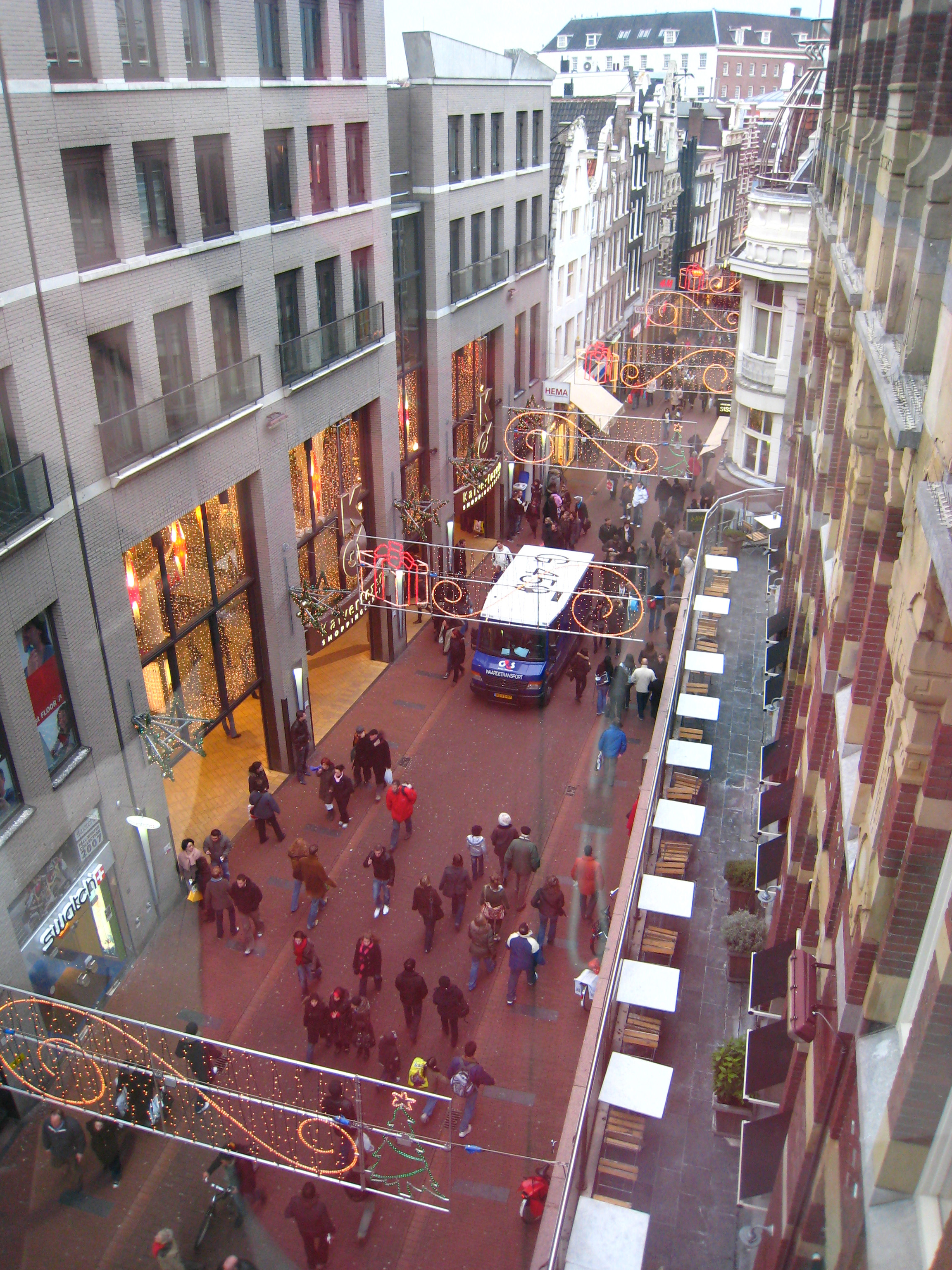
Vue de l'entrée dans le centre commercial de Kalvertoren depuis la Kalverstraat.

La Kalverstraat est une rue commerçante d'Amsterdam.

## Situation et accès
Située dans l'arrondissement Centrum, elle relie la place du Dam à Muntplein sur une distance d'environ 750 mètres. Elle est prolongée par Nieuwendijk de l'autre côté du Dam. Située en plein cœur de la ville, elle compte plus de 150 boutiques et constitue avec le P.C. Hooftstraat l'une des rues les plus chères des Pays-Bas, et est même la rue la plus chère dans la version néerlandaise du Monopoly.
L'Amsterdam Museum est situé dans un ancien orphelinat, au croisement de la rue et de Nieuwezijds Voorburgwal. Le Begijnhof (béguinage en néerlandais) est également situé à proximité immédiate de la rue.

## Historique
Le 13 mars 1345, un miracle présumé se produisit dans une maison au croisement de Kalverstraat et du Rokin, faisant d'Amsterdam un important centre de pèlerinage jusqu'à la Réforme. Chaque année, une « Procession silencieuse » (Stille Omgang) est organisée pour célébrer l'événement.
Initialement, la Munttoren, située sur Muntplein faisait office de porte d'entrée dans les murs d'enceinte médiévaux de la ville. Une fois les murs achevés, les rues situées entre le Spui et la Munttoren prirent le nom de Byndewyck. Cette partie de la ville possédait un marché au bétail où étaient notamment vendus des veaux (« Kalven » en néerlandais). Le marché donna ainsi son nom à la rue.
Le peintre Piet Mondrian habitat au 154 Kalverstraat 154 entre 1892 et 1895. Le premier magasin HEMA ouvrit ses portes dans la rue en 1926. Le 7 mai 1945, des soldats allemands en état d'ébriété tirèrent depuis les fenêtres d'un bâtiment au croisement de Kalverstraat et du Dam, faisant 19 morts parmi des civils qui célébraient la libération de la ville à la fin de la Seconde Guerre mondiale. Le 9 mai 1977, un incendie se déclara dans la rue, et fit 33 victimes.